# Macroscelides proboscideus
Macroscélide à oreilles courtes
Espèce
Statut de conservation UICN

 LC  : Préoccupation mineure
Le Macroscélide à oreilles courtes (Macroscelides proboscideus) est une espèce de Musaraigne à trompe, que les anglophones nomment « Short-eared Elephant Shrew » (musaraigne éléphant à oreilles courtes). Il vit dans les zones désertiques d'Afrique. Il se déplace en faisant des bonds comme les gerboises.

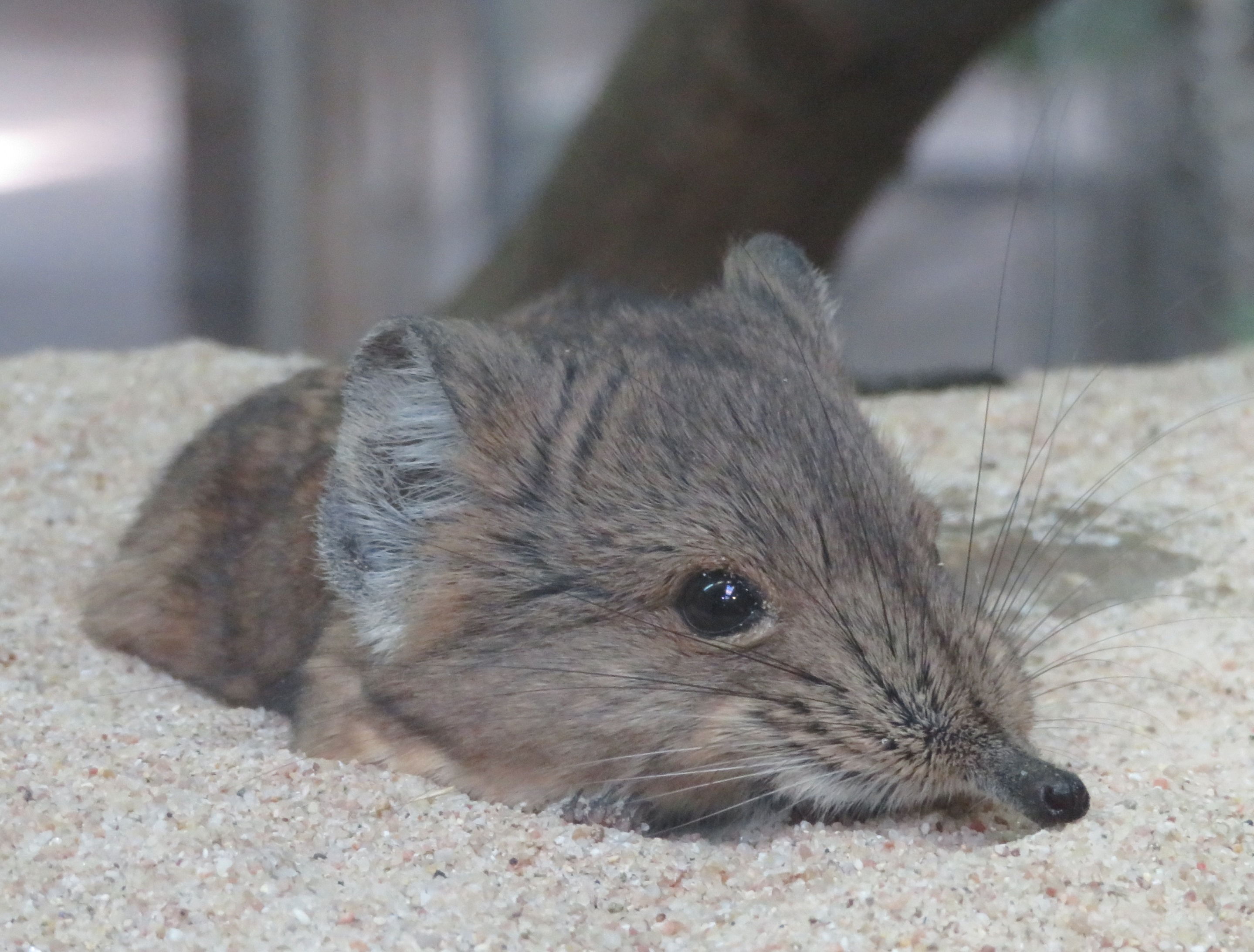
Macroscelides proboscideus au zoo Wilhelma de Stuttgart